# 20,000 Leagues Under the Sea
20,000 Leagues Under the Sea et Submarine Voyage sont des anciennes attractions des parcs Disneyland et Magic Kingdom inspirées par le film 20 000 Lieues sous les mers (1954) d'après Jules Verne. Il en existe toujours une version améliorée au Tokyo DisneySea.

## Les véhicules
Les sous-marins de l'attraction ne sont pas réellement des submersibles mais plutôt des bateaux où les passagers s'assoient dans la cale sous le niveau de l'eau. Au-dessus de l'espace des sièges, se trouve la tour du kiosque dans laquelle est installé le "pilote". L'effet de plongée est produit par des images de bulles projetées sur des écrans et la cascade de l'entrée qui réduit et modifie la lumière dans les cavernes du bâtiment de spectacle bien caché.

## Les attractions

### Disneyland
Deux attractions ont existé dans le parc : 
- Un parcours scénique pédestre, autrement dit une exposition des décors du film ouvert le 5 août 1955 à Disneyland.
- Un voyage en sous-marin ouvert dès juin 1959 qui a provoqué la fermeture de l'exposition.

### Magic Kingdom

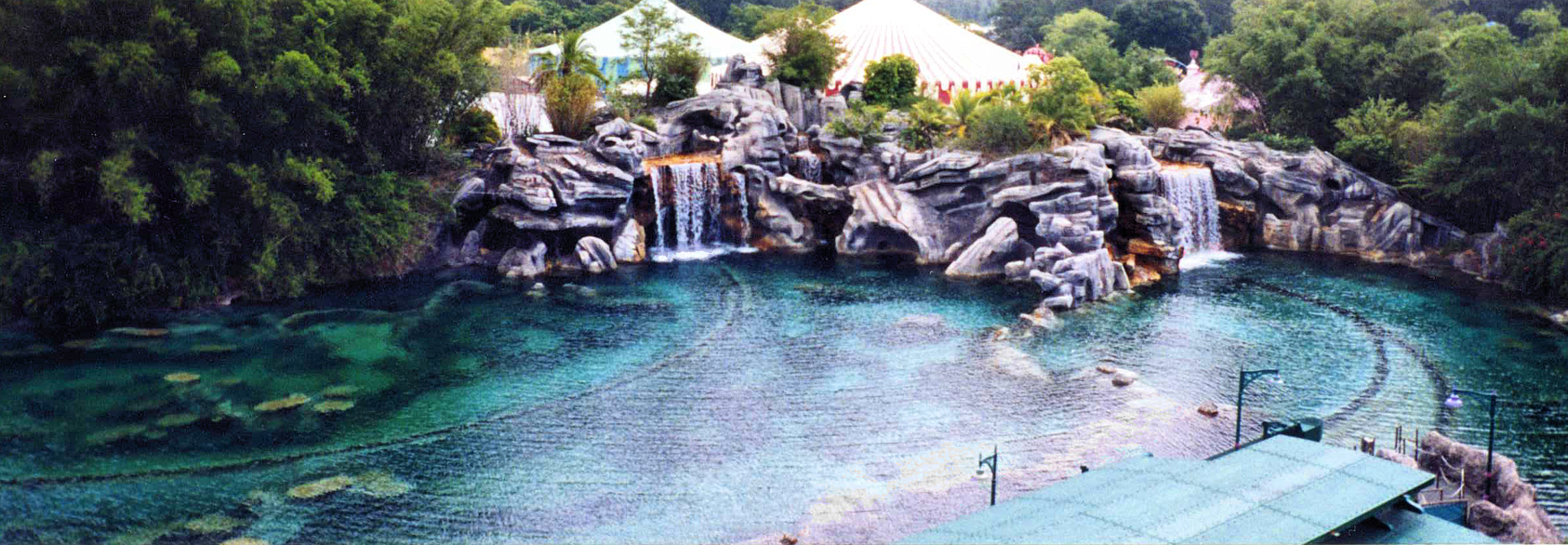
20,000 Leagues Under the Sea au Magic Kingdom en 1998

L'attraction ouvre quelques jours après le parc et est alors l'une des rares attractions E-Ticket originales du parc. À la différence de la version d'origine de Disneyland sur des sous-marins nucléaires, l'attraction propose 14 sous-marins avec un thème inspiré du film 20 000 Lieues sous les mers (1954) d'après le roman de Jules Verne.
Dès 1994, la file d'attente de l'attraction est réduite afin de construire le Fantasyland Character Festival, une zone de rencontre avec les personnages Disney. En septembre 1994 l'attraction ferme temporairement pour une maintenance, mais ce n'est qu'en 2004 que Disney annonce la fermeture définitive de l'attraction.
Le lagon de l'attraction est complètement comblé en 2005 et transformé en zone pour les enfants sur le thème de la Forêt des rêves bleus de l'univers de Winnie l'Ourson (attraction située de l'autre côté de la route reliant Fantasyland à Mickey's Toontown Fair).
- Ouverture : 14 octobre 1971[1]
- Fermeture : 5 septembre 1994[2]
- Démolition : été 2004
- Conception : WED Entreprises
  - Imagineers : Tony Baxter, Claude Coats, Marc Davis
- Thème : film 20 000 Lieues sous les mers
- Sous-marin
  - Nombre : 14
  - Poids à vide : 40 tonnes
  - Capacité : 40 passagers et un timonier
- Durée : 10 min.
- Ticket requis : "E"
- Type d'attraction : Voyage en sous-marin
- Situation : 28° 25′ 15″ N, 81° 34′ 48″ O
- Attraction suivante :
  - Pooh's Playful Spot une zone de jeu sur Winnie l'ourson

#### Un successeur àSubmarine Voyage

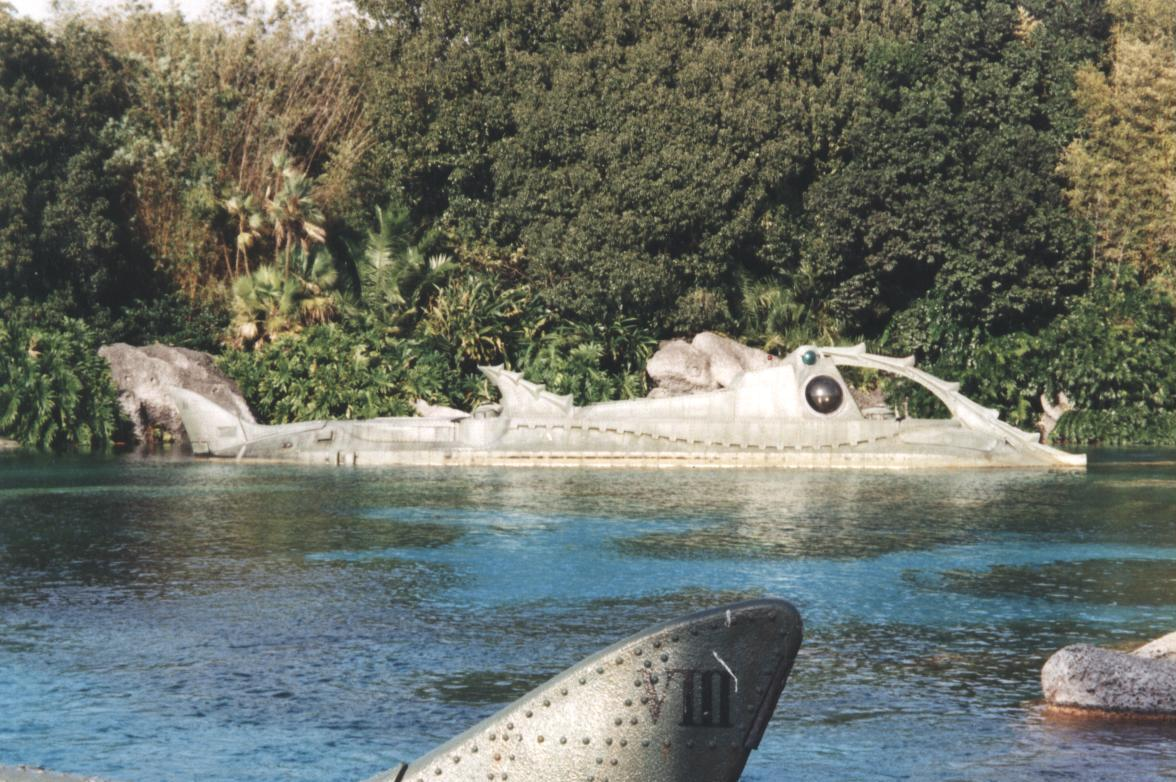
L'un des sous-marins de l'attraction

Les imagineers travaillent dès le début de la conception de Walt Disney World, sur une nouvelle version du Submarine Voyage de Disneyland. Toutefois il n'est pas question qu'elle soit un clone de celle située en Californie. La supervision de ce projet est  confiée à Bob Gurr, un vétéran de l'imagineering. L'espace disponible dans le domaine de Floride permet la construction d'une grande attraction, elle devient l'une des plus grandes et des plus chères jamais conçues par Disney à cette époque. Le lagon et l'attraction contiennent alors 43 532 m³ d'eau et occupent près d'un quart de la superficie du Fantasyland du Magic Kingdom.
Il a longtemps semblé que 20,000 Leagues Under the Sea devait remplacer Submarine Voyage en Californie (ouvert depuis 1959) en raison de leur forte ressemblance. Mais la cause la plus probable à ce non remplacement est que le partenariat californien avec General Dynamics bloque la possibilité de la transformation sur le thème du film 20 000 Lieues sous les mers. En effet, l'attraction californienne est thématisée sur les sous-marins nucléaires (construit pour l'armée par General Dynamics) jusqu'en 1986.
Malgré les efforts de construction et d'installation, l'attraction n'ouvre que 15 jours après l'ouverture du parc en raison de problème d'infrastructure.

#### Un voyage à bord de sous-marins
L'attraction comptait quatorze sous-marins, qui lors de leur voyage de 10 minutes, traversaient un immense lagon et Vulcania, la base du capitaine Nemo devant être située dans l'océan Pacifique. Cette base se situait dans un important bâtiment caché par des ouvrages en forme de rocher. Sur l'arrière de ce bâtiment se trouvait un espace de stockage et de réparation pour les sous-marins, dont une cale sèche.
Le long des berges du lagon, de petites plages étaient installées, dont une avec un coffre au trésor abandonné. Plusieurs mâts portaient des pavillons qui signifiaient en code maritime 20,000 Leagues.
Après avoir embarqué, les cast members jouaient les rôles des équipages toujours silencieux du Capitaine Nemo dans des costumes, reproduisant ceux du film. Les sous-marins étaient des répliques du Nautilus conçu par Harper Goff pour le film mais adapté par George McGinnis pour accueillir des visiteurs.
Les sous-marins sont la signature de cette version de voyage sous-marin. Les coques ont été construites par Morgan Yacht à Clearwater en Floride puis transférées à Tampa par bateau pour être terminées. Les sous-marins, pesant près de 40 tonnes chacun furent livrés en août 1971 à Walt Disney World et installés sur le rail-guide de béton de l'attraction équipé d'un système anti-collision. Les sous-marins sont techniquement parlant des bateaux dans lesquels les passagers s'assoient sous le niveau de flottaison. L'intérieur est décoré avec des panneaux métalliques, des gros rivets et boulons donnant un aspect très victorien ou pré-industriel. Chaque passager dispose de son propre siège et d'un hublot de 30×30 cm pour « observer le fond des mers ». Un bouton était prévu pour désembuer le hublot si nécessaire mais fonctionnait rarement. La cabine des passagers était une succession de siège avec, devant et surélevée, la cabine de pilotage où se tenait le timonier.
L'effet de plongée était provoqué par des machines à bulles située le long du parcours de l'attraction et à une chute d'eau à l'entrée de la grotte - du bâtiment caché par les rochers. Les sous-marins faisaient normalement le tour de l'attraction par flottille de trois.
Le décor de l'attraction était quasiment identique à celui de Submarine Voyage en Californie (en dehors de sous-marins). Durant tout le voyage, un orgue joue en boucle le thème principal du film 20 000 Lieues sous les mers et après une introduction pour les règles de sécurité, suivait un récit prononcé par Peter Renoudet à la voix assez proche de James Mason l'interprète du capitaine Nemo.
À la sortie de l'embarcadère, le capitaine Nemo se présente et l'effet de plongée débute. La visite des plaines sous-marines au pied de la base Vulcania commence alors. Le lagon regorge de poissons, crabes, homards, tortues et autres animaux tropicaux marins. Plus loin, un scaphandrier issu du film se bat au milieu du kelp contre des tortues en colère.
En passant sous la cascade les passagers ont l'impression de subir une tempête et pour plus de sécurité, le capitaine demande de plonger plus en profondeur là où la lumière est presque absente. Les passagers peuvent alors admirer des épaves dans le « Cimetière des bateaux perdus » parmi lesquelles nagent des requins.
Le navire part ensuite pour le pôle Nord, frôlant des icebergs dans son tour sous-marin du pôle. Les abysses sont la prochaine étape avec son lot d'animaux étranges et fantastiques. Le Nautilus traverse ensuite les ruines d'Atlantis, hébergeant un serpent de mer (façon Disney), accompagné de sirènes et d'un trésor d'or et de pierres précieuses. La dernière scène est une nouvelle évocation du film avec l'attaque de la pieuvre géante contre un autre sous-marin, étrangement numéroté 13, suivie par de longs tentacules frôlant le sous-marin des passagers.
Le sous-marin s'échappe et rejoint le lagon tropical et l'embarcadère.

### Tokyo DisneySea
C'est une attraction inspirée par le sous-marin du Capitaine Némo. C'est une mise à jour de l'attraction homonyme du Magic Kingdom, fermée depuis 1995. Ici l'entrée se fait en descendant une grande spirale avec au centre, un système d'ascenseur. Un bathyscaphe du nom de Neptune est même resté suspendu à côté. À l'intérieur de l'attraction, les visiteurs embarquent dans des sous-marins (de 6 places). À travers les vitres, ils peuvent admirer les splendeurs de l'océan (un système ingénieux permet de faire croire à une immersion totale). Tout au long de l'attraction, le Capitaine Némo et son second communiquent avec les visiteurs (en japonais). Le sous-marin traverse d'abord un récif riche en algues, coraux, éponges, et poissons tropicaux, avant de parcourir un "cimetière" de navires, tous d'époques différentes, abritant de nombreux habitants des mers (poulpes, murènes, et autres serpents de mer...). Or, au milieu des épaves se reposait un calmar géant. Apercevant les visiteurs, il tente de les intercepter à travers les débris avec ses nombreux tentacules. Le système de défense du sous-marin se déclenche alors, électrocutant l'énorme céphalopode. Mais ces décharges ont coûté beaucoup d'énergie au bathyscaphe, et ce dernier s'enfonce dans les abysses, où rôdent quelques baudroies. Mais le sous-marin finit par émerger des ténèbres, et se retrouve dans les ruines d'une cité antique (très probablement Atlantis). Ici, la lumière provient d'étranges cristaux, et des créatures étranges, mi-homme, mi-poisson, mi-grenouille observent les visiteurs (probablement des tritons ou les Atlantes qui auraient évolué). Soudain, le sous-marin se met à remonter de plus en plus vers la surface, grâce à ces créatures qui, d'une certaine façon, l'ont rechargé avec leur mystérieuse source d'énergie.
- Ouverture : 4 septembre 2001
- Conception : Walt Disney Imagineering
- Type d'attraction : Parcours scénique en sous-marin
- Situation : 35° 37′ 35″ N, 139° 53′ 05″ E

### Attractions similaires
- Un autre parcours scénique pédestre, Les Mystères du Nautilus ouvrit en  juillet 1994 au Parc Disneyland au pied de Space Mountain.
- Finding Nemo Submarine Voyage a remplacé Submarine Voyage à Disneyland